# 1-й полк пеших гренадер Императорской гвардии
1-й полк пе́ших гренаде́р Импера́торской гва́рдии (фр. 1er régiment de grenadiers à pied de la Garde impériale) — элитное подразделение, сформированное Наполеоном сразу после прихода к власти из частей Гвардии законодательного корпуса. Полк являлся одним из ключевых элементов Императорской гвардии, и наряду с пешими егерями, конными гренадерами и конными егерями входил в состав Старой гвардии. Был расформирован сразу после второй реставрации Бурбонов.

## Условия к кандидатам
1. Участие не менее чем в трёх кампаниях (с 1802 года — в 4-х кампаниях).
2. Иметь «награды, которые даются храбрецам за отличие в бою или получить боевые раны».
3. Состоять на действительной военной службе.
4. Иметь рост не менее 180 см.
5. Отличаться безупречным поведением в течение всей предыдущей службы.

Императорский декрет от 29 июля 1804 года подтвердил во многом эти требования, однако несколько смягчил пункты, относящиеся к физическим данным кандидатов: отныне для вступления в ряды гренадер достаточно было иметь рост 176 см. Более «мягким» стало условие наличия в послужном списке кампаний: требовалось иметь за плечами лишь два военных похода.

## История названий полка

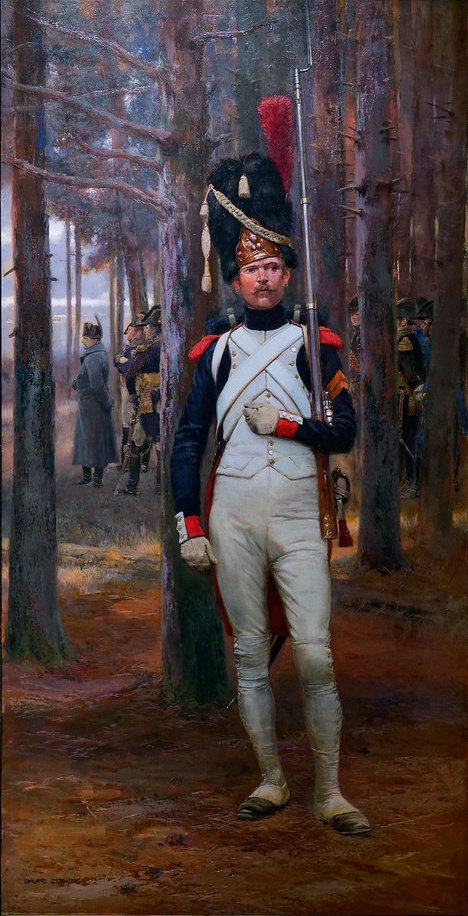
Пеший гренадер Старой гвардии (худ. Эдуар Детай)

28 ноября 1799 года — пешие гренадеры Гвардии консулов (фр. Grenadiers à pied de Garde des consuls); 
18 марта 1802 года — полк пеших гренадер Консульской гвардии (фр. Régiment de grenadiers à pied de la Garde consulaire); 
18 мая 1804 года — полк пеших гренадер Императорской гвардии (фр. Régiment de grenadiers à pied de la Garde impériale); 
15 апреля 1806 года — 1-й полк пеших гренадер Императорской гвардии (фр. 1er régiment de grenadiers à pied de la Garde impériale); 
1 октября 1808 года — полк пеших гренадер Императорской гвардии (фр. Régiment de grenadiers à pied de la Garde impériale); 
13 сентября 1809 года — 1-й полк пеших гренадер Императорской гвардии (фр. 1er régiment de grenadiers à pied de la Garde impériale); 
12 мая 1814 года — расформирован королевским ордонансом; 
8 апреля 1815 года — 1-й полк пеших гренадер Императорской гвардии (фр. 1er régiment de grenadiers à pied de la Garde impériale); 
11 сентября 1815 года — окончательно расформирован.

## Командование полка

### Командиры полка
- Жорж Фрер (3 января 1800 — 13 сентября 1802)
- Пьер-Огюстен Юлен (15 сентября 1802 — 15 апреля 1806)
- Жан-Мари Дорсенн (15 апреля 1806 — 20 января 1808)
- Клод-Этьен Мишель (20 января 1808 — 20 ноября 1813)
- Жан-Мартен Пети (20 ноября 1813 — 11 сентября 1815)

### Заместители командира полка
- Жозеф Игоне (21 января 1804 — 19 октября 1804)
- Жан-Мари Дорсенн (3 марта 1805 — 15 апреля 1806)

### Командиры батальонов полка
- Жером Сулес (3 января 1800 — 6 декабря 1801)
- Жильбер-Жозеф Тортель (3 января 1800 — 9 декабря 1801)
- Жан-Пьер Фор-Лажонкьер (6 декабря 1801 — 22 декабря 1803)
- Жан Рабб (9 декабря 1801 — 24 марта 1803)
- Жан-Жорж Эдигоффан (2 апреля 1803 — 3 марта 1804)
- Луи-Венсан Шери (27 декабря 1803 — 1 января 1807)
- Жан Николя (21 января 1804 — 20 августа 1805)
- Бернар Пурайи (3 марта 1804 — 21 августа 1805)
- Луи Лоншан (30 августа 1805 — 20 января 1808)
- Жан-Парфе Фридерикс (30 августа 1805 — 1 мая 1806)
- Жан-Шарль Фор (1 сентября 1805 — 20 октября 1806)
- Луи-Леже Буальдьё (5 сентября 1805 — 9 марта 1806)
- Франсуа-Исидор Даркье (5 сентября 1805 — 5 февраля 1809)
- Жан Дюпплен (1 мая 1806 — 20 октября 1806)
- Пьер Бодлен (28 октября 1806 — 6 июля 1809)

## Почётные сражения полка: модель знамени 1815 года

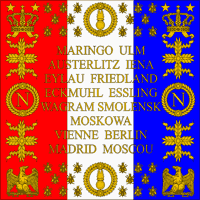

- Marengo 1800
- Ulm 1805
- Austerlitz 1805
- Iéna 1806
- Eylau 1807
- Friedland 1807
- Ekmull 1809
- Essling 1809
- Wagram 1809
- Smolensk 1812
- La Moskowa (1812)
- Vienne, Berlin, Madrid et Moscou.

## Награждённые

### Команданы ордена Почётного легиона
- Пьер-Огюстен Юлен, 14 июня 1804 — командир полка
- Жозеф Игоне, 14 июня 1804 — заместитель командира полка

### Офицеры ордена Почётного легиона
- Жан Николя, 14 июня 1804 — командир батальона
- Бернар Пурайи, 14 июня 1804 — командир батальона
- Луи-Венсан Шери, 14 июня 1804 — командир батальона велитов
- Анри Пер, 14 июня 1804 — капитан
- Жан Тёле, 14 июня 1804 — капитан
- Луи Лоншан, 14 марта 1806 — командир батальона
- Жан-Парфе Фридерикс, 14 марта 1806 — командир батальона
- Жан-Шарль Фор, 14 марта 1806 — командир батальона
- Луи-Леже Буальдьё, 14 марта 1806 — бывший командир батальона
- Франсуа-Исидор Даркье, 14 марта 1806 — командир батальона
- Демон, 14 марта 1806 — первый лейтенант
- Шапп, 13 июля 1807 — старший хирург
- Клод-Этьен Мишель, 16 ноября 1808 — командир полка
- Пьер Бодлен, 16 ноября 1808 — командир батальона
- Жан Лоред де Лаграс, 5 июня 1809 — командир батальона
- Альбер, 5 июня 1809 — капитан
- Монье, 5 июня 1809 — капитан
- Лавинь, 5 июня 1809 — капитан
- Жозеф Риттер, 5 июня 1809 — старший заместитель аджюдана